# 滇葎草
滇葎草（学名：[Humulus yunnanensis] 错误：{{Lang}}：文本有斜体标记（帮助））为桑科葎草属下的一个种。种加词 yunnanensis 意为“云南的”。